# Kotelniki (metrostation Moskou)
Kotelniki (Russisch: Котельники) is een station aan de Tagansko-Krasnopresnenskaja-lijn van de Moskouse metro. Het station is het tweede metrostation, na Mjakinino, dat niet in Moskou maar in de Oblast Moskou, in dit geval in de gemeente Kotelniki, ligt. Het station werd op 21 september 2015 geopend bij het driegemeentenpunt van Moskou, Kotelniki en Ljoebertsy. 

## Geschiedenis
In 1984 kende een van de tracévarianten al een metrostation aan de zuidoostrand van de annexatie Zjoelebino. De uitwerking van de plannen voor de verlenging van de Tagansko-Krasnopresnenskaja-lijn rond 2007 bevatte slechts twee stations binnen de stadsgrenzen van Moskou. In 2011 werd ook het derde station aangekondigd maar dan net buiten de stadsgrens van Moskou. Op 4 mei 2012 ondertekende de Moskouse burgemeester besluit 194-PP van het stadsbestuur om de lijn te verlengen naar Kotelniki. De uitvoering van het besluit werd in handen gegeven van loco-burgemeester M. Koesjnoellin en in oktober 2012 begonnen de aannemers met de bouw van de 900 meter lange tunnel, het 374 meter lange station en de 246 meter lange tunnel met opstelsporen aan de oostkant van het perron. In februari 2013 begon de tunnelboormachine (TBM) aan de tunnelbuis voor het verkeer richting het centrum. In mei 2013 bereikte de TBM de bouwput van Kotelniki waar ze werd gekeerd en juni begon met het boren van de tunnelbuis voor het verkeer richting  Kotelniki. Het station zelf werd volgens de openbouwputmethode gebouwd en zou in december 2013 worden geopend. Landeigenaren rond het nieuwe station gooiden roet in het eten en de oplevering van het station werd uitgesteld tot de herfst van 2014. Op 18 augustus 2014 verklaarde Andrej Botsjkarev, hoofd bouwafdeling van Moskou, dat de grondkwestie was opgelost en het station in december 2014 zou worden geopend. Het hoofd van de ontwerp- en constructieafdeling van hoofdaannemer Mosinzjprojekt, Andrej Archangelski, werd in april 2015 aangehouden wegens afpersing van de bouwers. Op 26 juni 2015 zei Koesjnoellin dat de verlenging op 9 augustus 2015 gebruikt zou kunnen worden. Dmitri Pegov, directeur van de metro, liet op 23 juli 2015 weten dat de verlenging op 8 augustus 2015 aangesloten zou zijn op de rest van net. Vervolgens kondigde Koesjnoellin op 4 augustus aan dat de opening eind september zou plaatsvinden en op 21 september 2015 werden de verlenging en het station geopend. Archangelski werd in december 2015 tot 3,5 jaar gevangenis en een boete van 50 miljoen roebel veroordeeld omdat hij als voorwaarde voor de acceptatie van de inrichting van het station een bedrag van 5 miljoen roebel had geëist. 

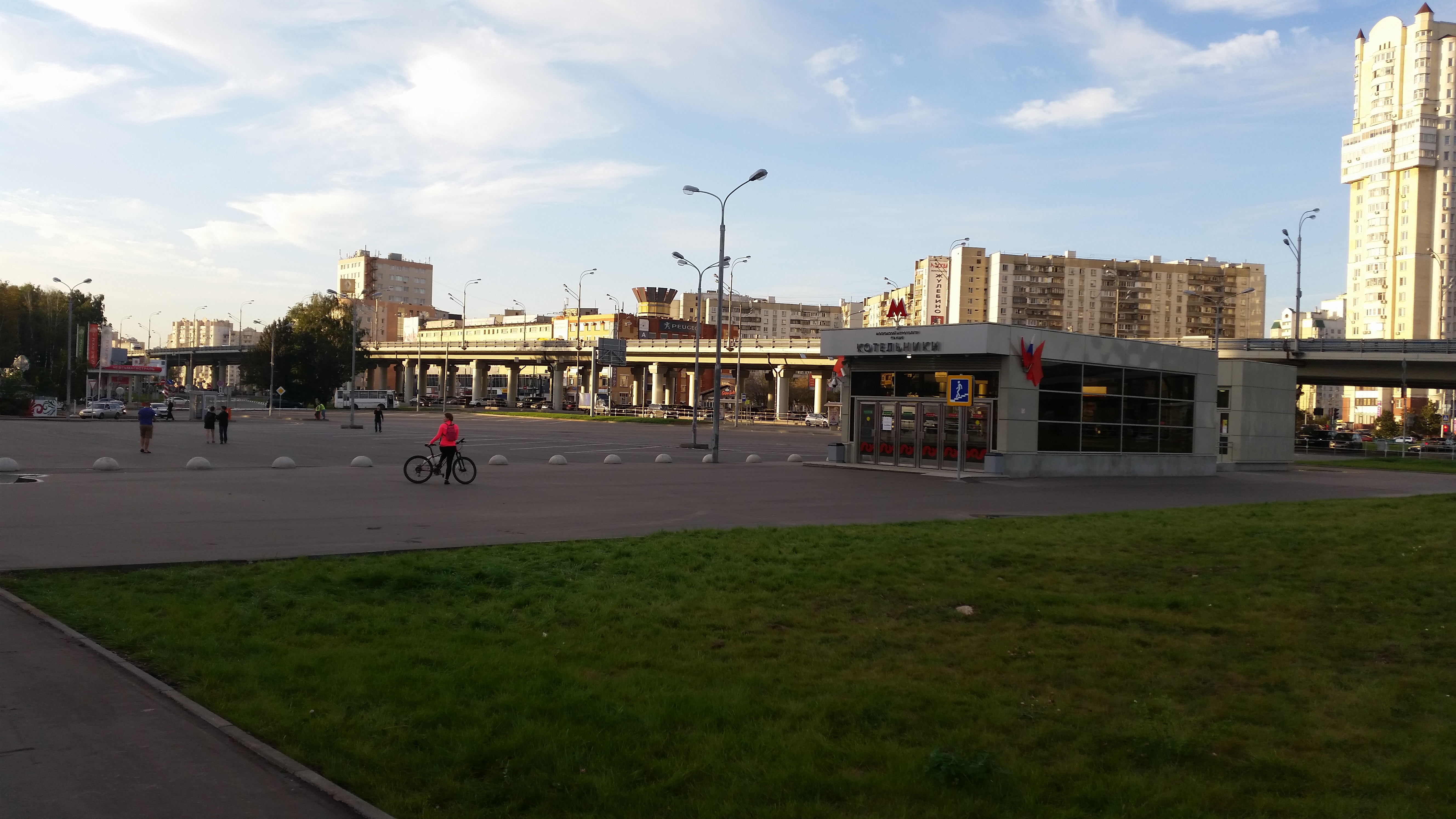
Het toegangsgebouw
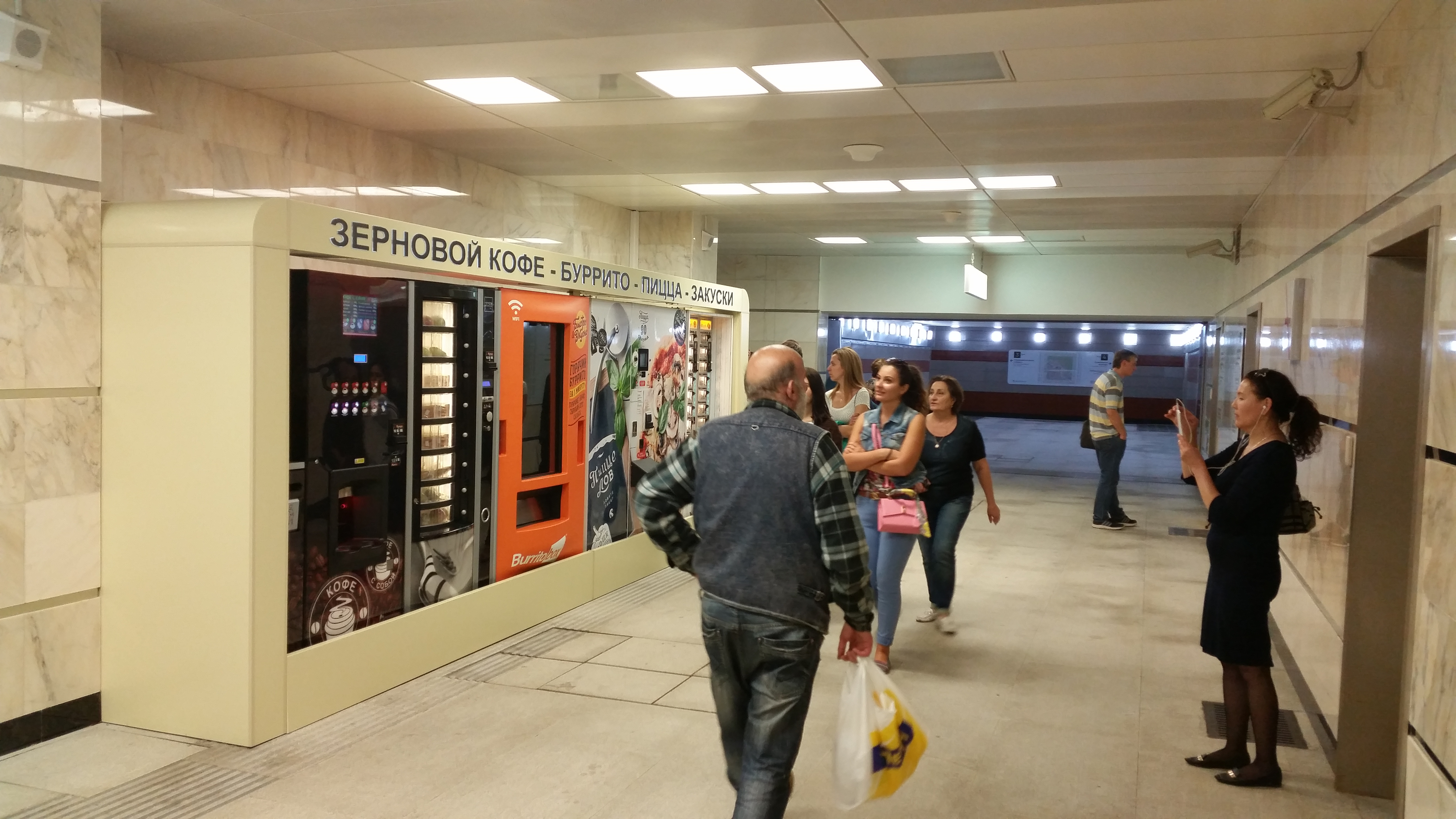
De automaten met koffie en versnaperingen in de hal
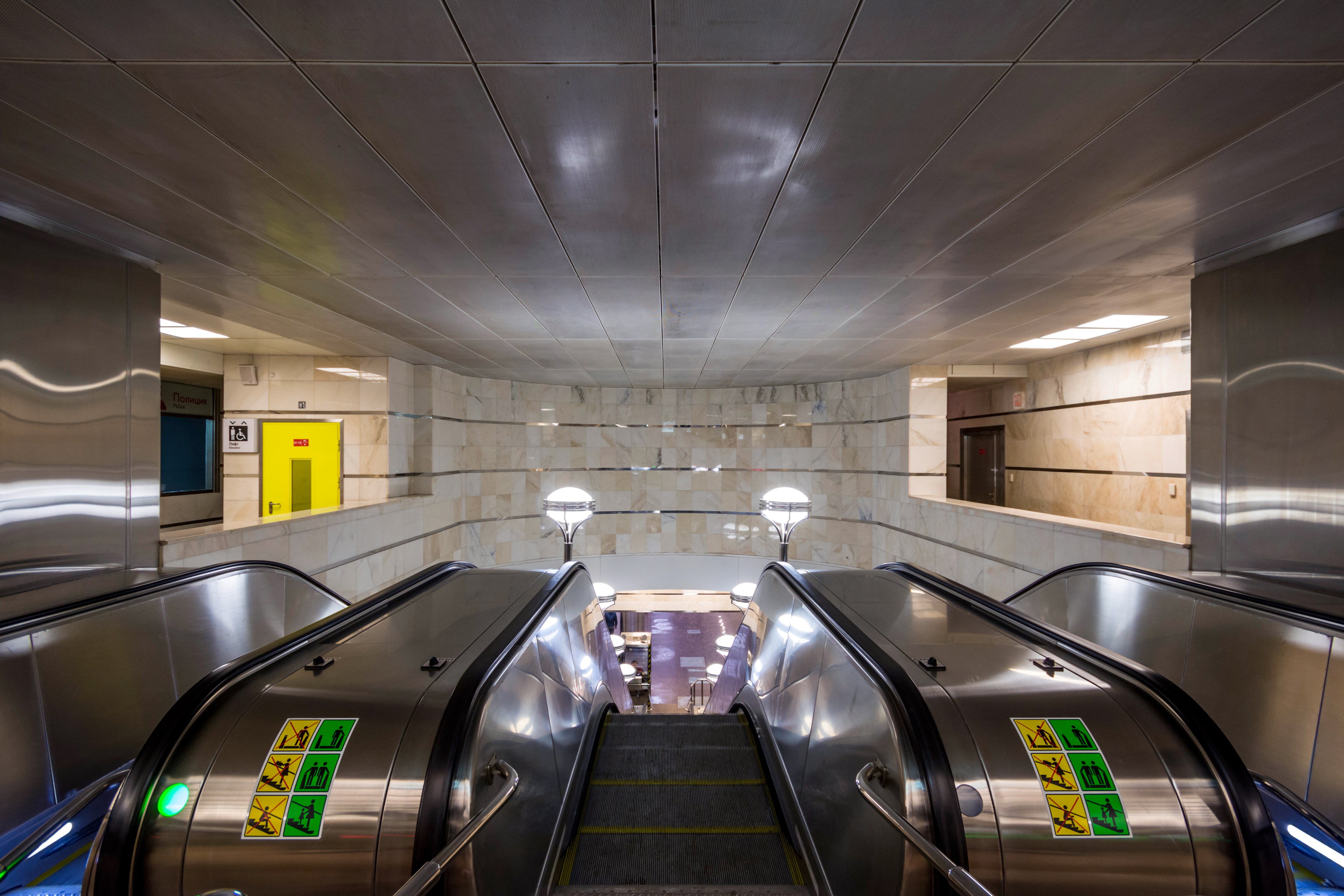
De roltrappen

## Ontwerp en ligging
Het ondiep gelegen zuilenstation op 15 meter diepte heeft een klassiekere uitstraling dan de andere stations van de verlenging. Door de gebruikte kleuren en de plaatsing van de verlichting rond een enkele rij zuilen in het midden van het perron lijkt het een moderne versie van Krasnoselskaja. Voor de goedkeuring van de bouw was het de bedoeling om het station, net als de twee andere van de verlenging, met een kleurpatroon van groen naar rood op te sieren en gebruik te maken van V vormige zuilen. De huidige kleurstelling kent verschillende tinten bruin en grijs met een perron uit rood graniet. De muren van de verdeelhallen zijn bekleed met marmer en graniet en inzetstukken van roestvrijstaal. Het station ligt in Kotelniki aan de zuidkant van de Novorjazanskoje Sjosse en is het enige station met uitgangen in drie gemeenten en het tweede, na Novokosino, met zowel een uitgang in Moskou als in de Oblast. Ten oosten van het station bevinden zich vier ondergrondse opstelsporen waar de metro's kunnen keren en gestald kunnen worden. De noordwestelijke verdeelhal heeft een toegang in het rayon Zjoelebino van Moskou en een in stad B in Ljoebertsy. De oostelijke verdeelhal heeft twee toegangen aan de zuidkant van de Novorjazanskoje Sjosse op de plaats waar een openbaarvervoersknooppunt en een ondergrondse parkeergarage zijn gepland. In de oostelijke verdeelhal is ook de afdeling gevonden voorwerpen van de metro gevestigd, die hierheen verhuisde van Oeniversitet toen het station geoepnd werd. De op metrostations of in metrostellen gevonden voorwerpen worden hier zes maanden bewaard. 

## Proefopstellingen
Op het station werden verschillende technische snufjes geïnstalleerd als proefneming voor het hele metronet. Zo werden oplaadpunten voor mobiele apparatuur geplaatst met vier stopcontacten, zes verschillende poorten en drie soorten kabels voor het opladen. Deze apparatuur werd spoedig het slachtoffer van vandalisme en is op 19 november 2015 verwijderd. De poortjes die ook geschikt zijn voor  bankkaarten hielden het langer vol. In de hal zijn automaten geplaatst voor koffie, ijs en versnaperingen alsmede een parapluverpakker waarmee paraplu's van plasticfolie voorzien kunnen worden. Een andere proef was het lettertype op de borden, de nieuwe typografie werd toegepast bij Tekstilsjtsjiki en Koeznetski Most maar bij Kotelniki werd later de oude typografie weer toegepast. 

## Reizigersverkeer
Op de dag van de opening maakten 13.200 rezigers gebruik van het station, in mei 2016 was het opgelopen tot gemiddeld 41.000 reizigers per dag. Op even dagen vertrekt de eerste metro om 6:00 uur door de week en 6:01 in het weekeinde. Op oneven dagen is dit altijd om 5:47 uur